# Апостол, Йоан
Йоа́н Апо́стол (рум. Ioan Apostol; род. 14 января 1959, Валя-Дофтаней) — румынский саночник, выступал за сборную Румынии в начале 1980-х — середине 1990-х годов. Участник четырёх зимних Олимпийских игр, участник многих международных турниров и национальных первенств. Также известен как спортивный функционер, менеджер по развитию в Международной федерации санного спорта.

## Биография
Йоан Апостол родился 14 января 1959 года в коммуне Валя-Дофтаней, жудец Прахова. В молодости переехал в город Брашов, где присоединился к местному спортивному клубу и вскоре освоил профессию саночника. На международной арене дебютировал в 1980 году, на чемпионате Европы в итальянской Вальдаоре финишировал восемнадцатым среди одиночек и одиннадцатым среди двоек. Благодаря череде удачных выступлений удостоился права защищать честь страны на зимних Олимпийских играх в Лейк-Плэсиде — вместе со своим напарником Кристинелом Пичьорей занял в мужском парном разряде пятнадцатое место.
В 1982 году Апостол побывал на европейском первенстве в немецком Винтерберге, показал двадцать пятое время на одноместных санях и четырнадцатое на двухместных, два года спустя выступал на чемпионате Европы в Валдаоре, был пятнадцатым в одиночках и одиннадцатым в двойках. Позже прошёл отбор на Олимпийские игры 1984 года в Сараево, при содействии Лауренциу Бэлэною занял в парном разряде одиннадцатое место. Также выступал здесь в одиночной программе, после первого заезда шёл седьмым, но затем получил дисквалификацию.
На чемпионате мира 1985 года в Вальдаоре Апостол занял в двойках четырнадцатое место, а затем сделал большой перерыв в саночной карьере и не выходил на лёд почти в течение пяти лет. В 1990 году он вернулся, на чемпионате Европы в австрийском Игльсе приехал к финишу двадцать восьмым на одноместных санях и двадцать вторым на двухместных, при этом на мировом первенстве в канадском Калгари сумел довольно близко подобраться к призовым позициям, остановившись на пятой строке мужского парного зачёта. В следующем сезоне на мировом первенстве в Винтерберге тоже проехал неплохо, был шестым, а ещё через год на первенстве Европы в том же Винтерберге показал двадцать третье время в одиночках и одиннадцатое в двойках. Оставаясь лидером румынской саночной команды, квалифицировался на Олимпиаду 1992 года в Альбервиль — на одиночных санях проехал крайне неудачно, с двадцать шестым временем, тогда как на двухместных на пару с Ливиу Чепоем немного не дотянул до подиума, добрался до четвёртой позиции.
В 1993 году Йоан Апостол финишировал шестым в двойках на чемпионате мира в Калгари, год спустя занял четвёртое место на европейском первенстве в немецком Кёнигсзе, а также расположился на шестой строке общего зачёта Кубка мира. Представлял страну на Олимпийских играх 1994 года в Лиллехаммере, на этот раз соревновался исключительно в двойках, и здесь они с Чепоем показали шестой результат. Несмотря на участие в четырёх Олимпиадах, Апостол оставался в основном составе национальной сборной Румынии ещё в течение нескольких лет и продолжал ездить на крупнейшие международные турниры. Так, в 1995 году на чемпионате мира в том же норвежском Лиллехаммере в двойках он пришёл к финишу пятым, в 1996-м в той же дисциплине был седьмым на первенстве Европы в латвийской Сигулде и одиннадцатым на первенстве мира в немецком Альтенберге. После завершения спортивной карьеры устроился работать в Международную федерацию санного спорта, занимал там различные должности, в частности, начиная с 2002 года отвечает за развитие саней в небольших экзотических государствах, особенно в Азии (сменил на этом посту австрийца Гюнтера Леммерера).